# Авер'яновка (Кизлярський район)
Авер'янівка (станиця Авер'янівська)  — село на півдні Кизлярського району Дагестану. Є центром  Авер'янівської сільради, куди також входить село Ефімовка. 

## Географія
Розташоване за 4 км від м. Кизляр, між Старо-і Новоавер'янівскім каналами. 

## Історія
Село засноване 1898 року на березі річки Кардонкі, на землях які належали генералу Авер'янову. Але через часті підтоплення села річкою, його жителям довелося перебратися на вище місце, до берега Старого Терека. 
1990 року в селі пройшов перший установчий з'їзд Кизлярського кола Нижнетерського козацького округу. 

## Населення
| Рік   | 2002 | 2010 |
| ----- | ---- | ---- |
| людей | 2710 | 3354 |

За переписом 2010 року в селі проживало 3354 людини.

## Промисловість
В селі діє колгосп «2-а п'ятирічка». 